# Sabaria rigorata
Sabaria rigorata är en fjärilsart som beskrevs av Louis Beethoven Prout 1932. Sabaria rigorata ingår i släktet Sabaria och familjen mätare. Inga underarter finns listade.